# George William von Simpson
Pour les articles homonymes, voir Simpson.
George William von Simpson (né le 14 juin 1820 à Plicken (de), Lituanie prussienne et mort le 13 septembre 1886 au manoir de Georgenburg (de), arrondissement d'Insterbourg) est un propriétaire de manoir allemand et député du Reichstag.

## Biographie
Simpson est le fils de Wilhelm Simpson l'Ancien (de) (1788-1858). Il est issu d'une famille de commerçants de Memel et a acquis le manoir de Georgenburg en 1828. Il est député du parlement provincial de Prusse et est élevé à la noblesse prussienne en 1840 sous le nom de William von Simpson.
Simpson étudie à l'école provinciale royale lituanienne de Tilsit. Après avoir obtenu son diplôme d'études secondaires, il étudie à la nouvelle université de Berlin. En voyageant en Belgique, en France et en Angleterre, il approfondit ses connaissances en agriculture et notamment en élevage de chevaux, qu'il applique sur son manoir de Georgenburg. Il est président du conseil d'administration de la compagnie des chemins de fer de Tilsit-Insterbourg et membre du conseil d'administration du chemin de fer du sud de la Prusse-Orientale. Membre du conseil d'administration de la Société anonyme de crédit foncier prussien, membre du comité représentatif de l'Union-Klub, le principal tribunal d'arbitrage en matière de courses. Pendant la guerre franco-prussienne, il s'implique dans les soins infirmiers bénévoles.

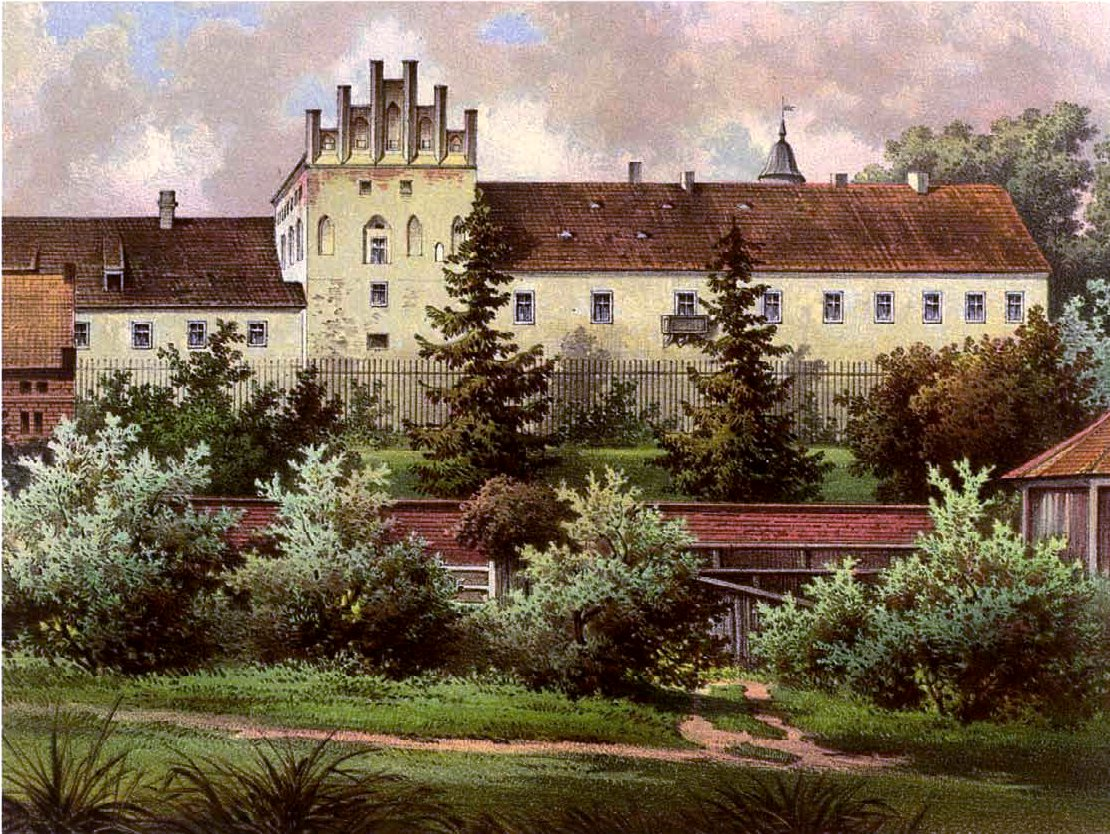
vers 1860, collection Alexander Duncker

En 1876, Simpson est nommé à la chambre des seigneurs de Prusse. Pour le Parti conservateur prussien, il représente la 6e circonscription du district de Gumbinnen au Reichstag de la  confédération de l'Allemagne du Nord et au Reichstag de l'Empire allemand de 1867 à 1874 et de 1878 à 1881, respectivement.
Simpson est enterré à Georgenburg (de) (maintenant dans l'oblast de Kaliningrad). Son monument funéraire (2012) se trouve encore (ou encore) dans le cimetière local, avec des traces d'impacts de balles.